# Казнин, Дмитрий Юрьевич
Дми́трий Ю́рьевич Казни́н (25 января 1974, Тбилиси — 20 октября 2021) — российский журналист, радио- и телеведущий, художник.

## Биография
Родился в Тбилиси, окончил школу в Кемерове, учился в Кемеровском государственном университете на филологическом факультете, затем в СПбГУ на факультете журналистики.
Работал корреспондентом на радио «Северная столица», вёл утреннее шоу на радио «Спутник». С июня 2002 по декабрь 2006 года работал корреспондентом петербургского бюро Радио «Свобода».
В 2007 году переехал в Москву. Вел утреннее информационное шоу на радио «Сити-FM» в паре с Натальей Пешковой, с февраля 2013 года данная пара вела утреннее шоу на радиостанции «Москва FM».
С момента основания в 2010 году работал на телеканале «Дождь», где вёл итоговые выпуски новостей в паре с Ольгой Писпанен, Мариной Малыхиной, Марией Макеевой или Татьяной Арно до апреля 2014 года. Затем вёл программу «Онлайн». В связи с прохождением лечения в начале 2016 года ушёл из эфира. С октября 2016 по октябрь 2017 года вёл программу «Онлайн» по понедельникам.
В декабре 2015 года у Казнина был диагностирован рак кишечника, и журналист прошёл ряд курсов химиотерапии и операций в Германии.
Скончался 20 октября 2021 года, церемония прощания прошла 23 октября на Троекуровском кладбище.
У Казнина остались жена и две дочери.

## Награды
В 2011 году Дмитрий Казнин и Наталья Пешкова стали победителями национальной премии радиовещателей «Радиомания» (признаны лучшими ведущими разговорного эфира).